# Genio de la Victoria
El Genio de la Victoria es una escultura de mármol (h 261 cm) de Miguel Ángel Buonarroti, datada en los años 1532-1534 aproximadamente y conservada en el Salón dei Cinquecento del Palacio Viejo de Florencia.

## Historia
No se sabe exactamente cuándo fue esculpida la estatua pero está generalmente relacionada con el proyecto desarrollado para la tumba de Julio II, destinada a decorar una de los nichos inferiores de uno de los últimos proyectos, quizás el del 1532, al cual están referidos también las Prisiones de la Galería de la Academia. Quizás en el monumento estaba emparejado a una figura de luchadores parecida situada en el otro lado del cual existe un boceto en Casa Buonarroti: el denominado Hércules-Sansón.

## Descripción y estilo
La asignación al proyecto de la tumba y la datación se basa en elementos estilísticos que se relacionan con la obra de las Prisiones, como la torsión del cuerpo y la anatomía vigorosa, así como las medidas compatibles. Además sobre la cabeza tiene una corona de hojas de roble que aludiría al escudo nobiliario Della Rovere.
La escultura no representa un momento de lucha, siendo una alegoría, pero representa el estado del ganador que domina al derrotado teniéndolo sometido con agilidad, con una pierna que bloquea el cuerpo del sometido que está replegado y encadenado. El joven que representa el genio es bello y elegante mientras que el dominado es viejo y barbudo, con un físico flácido y una expresión resignada. También las superficies están tratadas de modo diferente para exaltar expresivamente el contraste entre las dos figuras: el joven está pulido a la perfección mientras que el viejo es áspero e incompleto para dejar recuerdo de la pesada piedra de la que está formado.
Según algunos estudiosos, el Genio tendría las facciones de Tommaso de' Caballeros, joven noble romano conocido por Miguel Ángel en Roma en 1532, del cual Buonarroti se habría enamorada y al que dedicó muchas rimas amorosas; el viejo, en cambio, sometido al Genio, aludiría al mismo Miguel Ángel, vencido por las armas de la belleza de Tommaso.